# Чемпіонат Європи з легкої атлетики в приміщенні 1992
Чемпіонат Європи з легкої атлетики в приміщенні 1992 відбувся 28 лютого–1 березня в Палаці спорту Генуї.
Це був перший чемпіонат в історії, який тривав три дні. На попередніх першостях розклад змагань був дводенним.
Також на чемпіонаті вперше в історії були розіграні нагороди у багатоборстві серед чоловіків та жінок.

## Призери

### Чоловіки
| Дисципліни            | Золото                             | Золото      | Срібло                               | Срібло   | Бронза                                       | Бронза   |
| --------------------- | ---------------------------------- | ----------- | ------------------------------------ | -------- | -------------------------------------------- | -------- |
| 60 метрів             | Джейсон Лівінгстон Велика Британія | 6,53        | Віталій Савін Об'єднана команда      | 6,54     | Майкл Россвесс Велика Британія               | 6,62     |
| 200 метрів            | Ніколай Антонов Болгарія           | 20,41       | Данієль Сангума Франція              | 20,64    | Олександр Горемикін Об'єднана команда        | 21,09    |
| 400 метрів            | Слободан Бранкович Югославія       | 46,33       | Андреа Нуті Італія                   | 46,37    | Девід Гріндлі Велика Британія                | 46,60    |
| 800 метрів            | Луїс Хав'єр Гонсалес Іспанія       | 1.46,80     | Хосе Арконада Іспанія                | 1.47,16  | Тоніно Віалі Італія                          | 1.47,22  |
| 1500 метрів           | Меттью Єтс Велика Британія         | 3.42,32     | Сергій Мельников Об'єднана команда   | 3.42,44  | Бранко Зорко Хорватія                        | 3.42,85  |
| 3000 метрів           | Дженнаро ді Наполі Італія          | 7.47,24     | Джон Мейок Велика Британія           | 7.48,47  | Хосе Луїс Гонсалес Іспанія                   | 7.48,82  |
| 60 метрів з бар'єрами | Ігор Казанов Латвія                | 7,55        | Томаш Нагурка Польща                 | 7,69     | Іржі Гудець Чехословаччина                   | 7,72     |
| Ходьба 5000 метрів    | Джованні де Бенедіктіс Італія      | 18.19,97 CR | Франц Костюкевич Об'єднана команда   | 18.25,40 | Стефан Юханссон Швеція                       | 18.27,95 |
| Стрибки у висоту      | Патрік Шеберг Швеція               | 2,38        | Сорін Матей Румунія                  | 2,36     | Драгутін Топич ЮгославіяРальф Зонн Німеччина | 2,29     |
| Стрибки з жердиною    | Петро Бочкарьов Об'єднана команда  | 5,85        | Іштван Бадьюла Угорщина              | 5,80     | Костянтин Семенов Об'єднана команда          | 5,60     |
| Стрибки у довжину     | Дмитро Багрянов Об'єднана команда  | 8,12        | Константин Краузе Німеччина          | 8,04     | Ярмо Кярня Фінляндія                         | 7,96     |
| Потрійний стрибок     | Леонід Волошин Об'єднана команда   | 17,35       | Серж Елан Франція                    | 17,18    | Василь Соков Об'єднана команда               | 17,01    |
| Штовхання ядра        | Олександр Багач Об'єднана команда  | 20,75       | Олександр Клименко Об'єднана команда | 20,02    | Клаус Боденмюллер Австрія                    | 19,99    |
| Семиборство           | Крістіан Плазья Франція            | 6418 WIR CR | Роберт Змелік Чехословаччина         | 6118     | Антоніо Пеньяльвер Іспанія                   | 6062     |

### Жінки
| Дисципліни            | Золото                                | Золото      | Срібло                              | Срібло   | Бронза                             | Бронза   |
| --------------------- | ------------------------------------- | ----------- | ----------------------------------- | -------- | ---------------------------------- | -------- |
| 60 метрів             | Жанна Тарнопольська Об'єднана команда | 7,24        | Анелія Нунева Болгарія              | 7,29     | Надія Рощупкіна Об'єднана команда  | 7,31     |
| 200 метрів            | Оксана Стьопичева Об'єднана команда   | 23,18       | Йоланда Оанце Румунія               | 23,23    | Сабіна Трегер Австрія              | 23,35    |
| 400 метрів            | Сандра Маєрс Іспанія                  | 51,21       | Ольга Бризгіна Об'єднана команда    | 51,48    | Олена Голешева Об'єднана команда   | 52,07    |
| 800 метрів            | Елла Ковач Румунія                    | 1.59,98     | Інна Євсєєва Об'єднана команда      | 2.00,26  | Олена Афанасьєва Об'єднана команда | 2.00,69  |
| 1500 метрів           | Катерина Подкопаєва Об'єднана команда | 4.06,61     | Любов Кремльова Об'єднана команда   | 4.06,62  | Дойна Мелінте Румунія              | 4.06,90  |
| 3000 метрів           | Маргарета Кесег Румунія               | 8.59,80     | Тетяна Доровських Об'єднана команда | 9.00,15  | Ріта Марквард Німеччина            | 9.00,99  |
| 60 метрів з бар'єрами | Людмила Нарожиленко Об'єднана команда | 7,82        | Монік Еванже-Епе Франція            | 7,99     | Йорданка Донкова Болгарія          | 8,03     |
| Ходьба 3000 метрів    | Аліна Іванова Об'єднана команда       | 11.49,99 CR | Ілеана Сальвадор Італія             | 11.53,23 | Беате Андерс Німеччина             | 11.55,41 |
| Стрибки у висоту      | Гайке Генкель Німеччина               | 2,02        | Стефка Костадинова Болгарія         | 2,02     | Олена Єлесіна Об'єднана команда    | 1,94     |
| Стрибки у довжину     | Лариса Бережна Об'єднана команда      | 7,00        | Мар'єта Ілку Румунія                | 6,74     | Людмила Нінова Австрія             | 6,60     |
| Потрійний стрибок     | Інеса Кравець Об'єднана команда       | 14,15 CR    | Софія Божанова Болгарія             | 13,98    | Хельга Радтке Німеччина            | 13,75    |
| Штовхання ядра        | Наталія Лісовська Об'єднана команда   | 20,70       | Светла Міткова Болгарія             | 20,06    | Астрід Кумбернусс Німеччина        | 19,37    |
| П'ятиборство          | Ліліана Нестасе Румунія               | 4701 CR     | Петра Вейдяну Румунія               | 4677     | Уршула Влодарчик Польща            | 4651     |

## Медальний залік
| Місце                | Країна               | Золото | Срібло | Бронза | Загалом |
| -------------------- | -------------------- | ------ | ------ | ------ | ------- |
| 1                    | Об'єднана команда    | 12     | 8      | 7      | 27      |
| 2                    | Румунія              | 3      | 4      | 1      | 8       |
| 3                    | Італія               | 2      | 2      | 1      | 5       |
| 4                    | Велика Британія      | 2      | 1      | 2      | 5       |
| 5                    | Іспанія              | 2      | 1      | 1      | 4       |
| 6                    | Болгарія             | 1      | 4      | 1      | 6       |
| 7                    | Франція              | 1      | 3      | 1      | 5       |
| 8                    | Німеччина            | 1      | 1      | 4      | 6       |
| 9                    | Югославія            | 1      | 0      | 1      | 2       |
| 9                    | Швеція               | 1      | 0      | 1      | 2       |
| 11                   | Латвія               | 1      | 0      | 0      | 1       |
| 12                   | Польща               | 0      | 1      | 1      | 2       |
| 12                   | Чехословаччина       | 0      | 1      | 1      | 2       |
| 14                   | Угорщина             | 0      | 1      | 0      | 1       |
| 15                   | Австрія              | 0      | 0      | 3      | 3       |
| 16                   | Фінляндія            | 0      | 0      | 1      | 1       |
| 16                   | Хорватія             | 0      | 0      | 1      | 1       |
| Загалом (17 збірних) | Загалом (17 збірних) | 27     | 27     | 27     | 81      |

## Відео
- Відеозвіт (частина 1) на YouTube
- Відеозвіт (частина 2) на YouTube
- Відеозвіт (частина 3) на YouTube
- Відеозвіт (частина 4) на YouTube

## Виступ українців
| Чоловіки (6) | Чоловіки (6)       | Чоловіки (6) | Чоловіки (6)   |
| Місце        | Атлет              | Дисципліна   | Результат      |
| ------------ | ------------------ | ------------ | -------------- |
| 1            | Олександр Багач    | ядро         | 20,75          |
| 2            | Олександр Клименко | ядро         | 20,02          |
|              | Олег Крамаренко    | 60 м         | 6,69 (6,67)[a] |
|              | Лев Лободін        | семиборство  | 5987           |
|              | Віталій Кириленко  | довжина      | 7,74           |
| —            | Віталій Колпаков   | семиборство  | DNF            |

| Жінки (8) | Жінки (8)           | Жінки (8)  | Жінки (8)   |
| Місце     | Атлетка             | Дисципліна | Результат   |
| --------- | ------------------- | ---------- | ----------- |
| 1         | Жанна Тарнопольська | 60 м       | 7,24 (7,23) |
| 1         | Лариса Бережна      | довжина    | 7,00        |
| 1         | Інеса Кравець       | потрійний  | 14,15       |
| 2         | Ольга Бризгіна      | 400 м      | 51,48       |
| 2         | Інна Євсєєва        | 800 м      | 2.00,26     |
| 2         | Тетяна Доровських   | 3000 м     | 9.00,15     |
|           | Олена В'язова       | 3000 м     | 9.01,25     |
|           | Інеса Кравець       | довжина    | 6,57        |
|           | Валентина Федюшина  | ядро       | 18,95       |

a  Тут і надалі у дужках вказаний більш високий результат, що був показаний на попередній стадії змагань (у забігу).